# 王浩賢 (社運人士)
王浩賢(Icarus Wong)（1984年5月5日—），民權觀察創辦人。曾任民間人權陣線副召集人及警權關注組召集人。早年就讀聖類斯中學，2008年畢業於香港大學生物科技及社會學系。因2011年六四集會與陳秉鳳、洪曉嫻、葉寶琳、李世鴻、朱凱迪、朱江瑋及明偉添等集體判刑，被某香港傳媒封為社運八子之一。同年曾參與2011年香港區議會選舉，於中西區正街選區代表土地正義聯盟，與角逐連任之建制派候選人對碰，然而未能成功擊敗對手。

## 社運活動
- 2007年關注香港市區重建及民主，反官方市區重建項目，協助居民反收購、迫遷及訴訟。包括2007反清拆利東街
- 保衛皇后碼頭本土行動
- 反高鐵運動
- 民間人權陣線副召集人及警權關注組召集人
- 土地正義聯盟地區組織幹事

## 外部參考
- 社運八子[永久]